# 保德郡王
保德郡王，中国古代封爵之一。

## 元朝
为元朝诸王第六等级封号之一，为龟纽银印王。
- 帖木儿，天历二年（1329年）五月戊午封为保德郡王。

## 明朝
- 保德王朱璟𧇦，韩端王朱朗锜嫡四子，1576年—1592年，万历四年封。二十年薨。无子，除。